# 브렉퍼스트 소시지

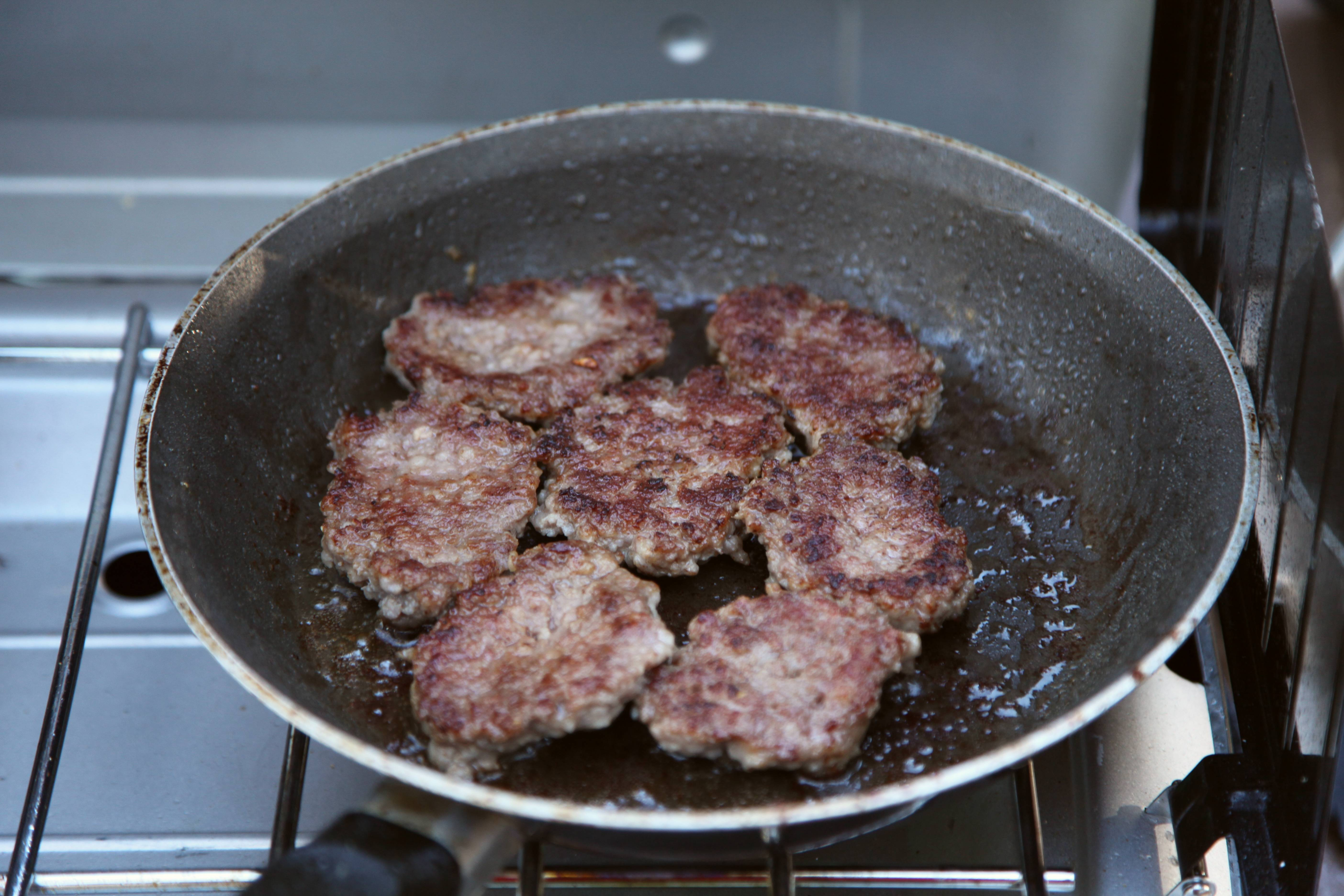
브렉퍼스트 소시지

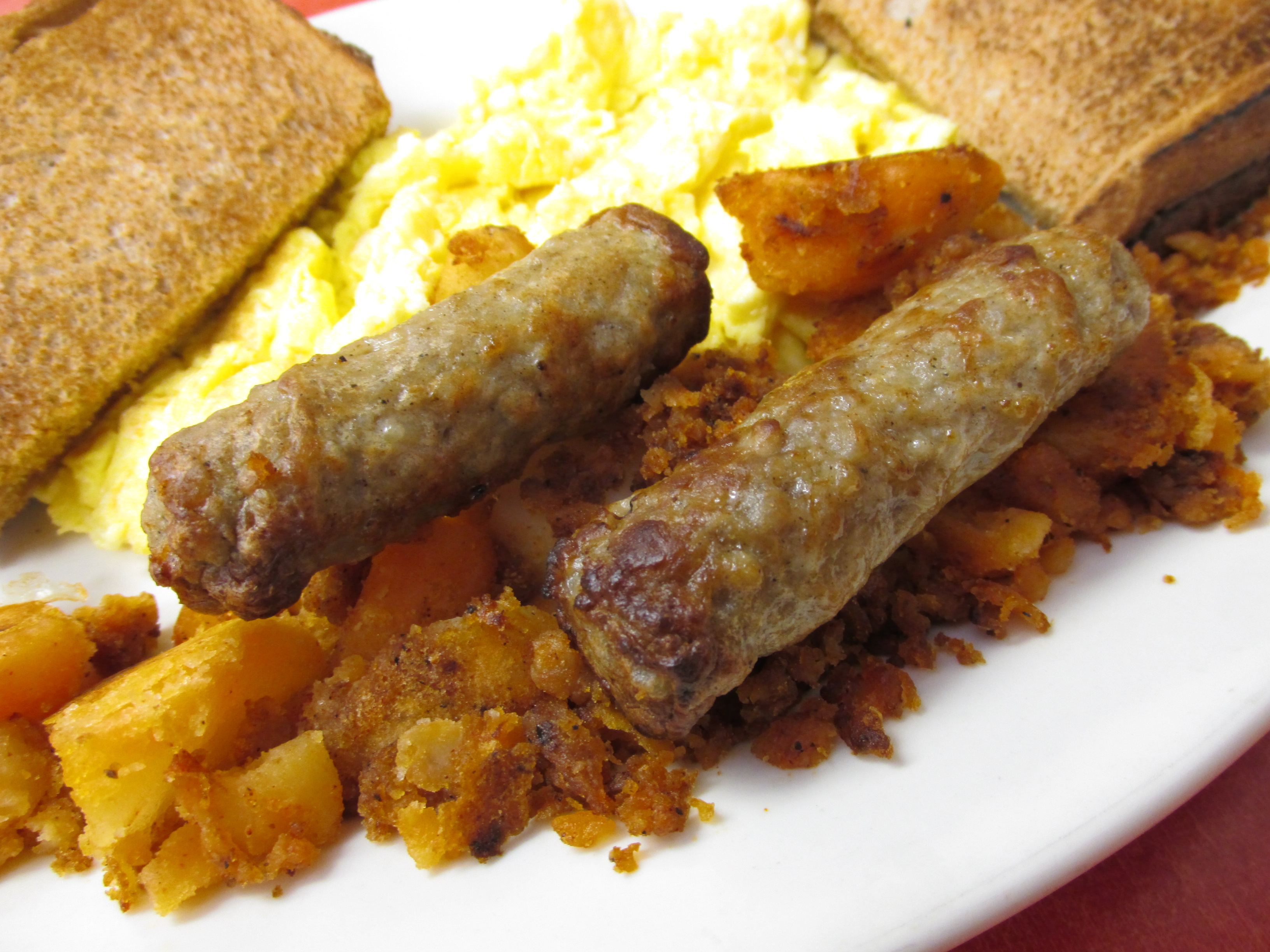
다른 형태의 브렉퍼스트 소시지

브렉퍼스트 소시지(영어: breakfast sausage) 또는 컨트리 소시지(영어: country sausage)는 일반적으로 미국에서 아침 식사로 제공되는 생 돼지고기 소시지의 유형이다. 이 소시지는 전통적인 미국의 "farmer" 또는 "country" 아침 식사에서 흔히 나오는 식품목인데, 이는 농민들이 가능한 많은 가축(대개 돼지)을 최대한 활용할 수 있기 위한 방법에서 비롯되었기 때문이다. 가공 후 남은 고깃 조각들을 갈아 향신료를 쳐서, 농부들이 저렴한 비용으로 먹을 수 있는 고단백 식사로 이용되었다.

## 제조 방법
농촌 지역, 특히 미국 남부 지역에 많이 소비되며, 생으로 또는 훈제 처리하여, 패티 형태 또는 고기를 줄줄이 엮어낸 형태로 만든다.(후자는 천연 또는 인조 케이싱 안에 넣기도 하고 또는 케이싱에 넣지 않기도 한다.) 미국 전역 대부분의 식당, 패스트푸드 및 패밀리 레스토랑에서는 샌드위치에 넣거나, 브렉퍼스트 플래터(breakfast platter, 아침 식사 때 내놓을 빵, 감자, 계란, 고기 요리의 종류 1가지씩을 각각 택하여 한 접시에 담아내는 것)에 사용되거나 또는 둘 다에 상관없이 아침 식사 시간에 한가지 이상의 형태로 제공되며, 일부 고급 식당에서는 아침 식사 또는 브런치 메뉴에 소시지 옵션으로 제공한다. 대한민국에서는 맥도날드의 맥모닝 메뉴 중 소시지 맥머핀 시리즈의 패티로서 주로 접할 수 있다.
줄줄이 엮은 형태는 영국식 소시지와 가장 유사하며 식민지 시대부터 미국에서 생산되었다. 본래 양념을 많이한 분쇄육 형태였기 때문에, 너무 오래 저장하지 않고 적절히 보관후 처리해야 한다. 돼지고기와 쇠고기 혼합물 뿐만 아니라 가금류로 만든 새로운 형태도 생겨나곤 한다. 고기 대신 질감이 있는 식물성 단백질을 사용하는 채식용 품종도 있다. 미국에서는 주요 향신료로 검은 후추 또는 흰색 후추와 세이지가 사용되나, 카옌고추, 또는 메이플 시럽을 첨가하는 경우도 있다. 일부 브렉퍼스트 소시지는 염지 처리한 베이컨을 사용하기도 한다.

## 용도
브렉퍼스트 소시지는 주로 패티 형태로 제공되며, 일반적으로 팬에 구워내거나, 전자레인지에 데울 수도 있다. 취향에 따라 브렉퍼스트 소시지에 메이플 시럽을 끼얹기도 한다. 조리된 브렉퍼스트 소시지는 굽기전의 달걀 캐서롤과 섞기도 한다. 부스러트려서 흰 그레이비(Gravy) 소스를 첨가하기도 하는데, 이것은 소시지 그레이비(sausage gravy)의 주된 요소가 되기도 한다.

## 같이 보기
- 체바피(Ćevapi), 발칸에서 기원한 케이싱 없는 소시지
- 치폴라타(Chipolata)
- 브런치 요리 목록
- 훈제 요리 목록